# Konstanty Kokozow

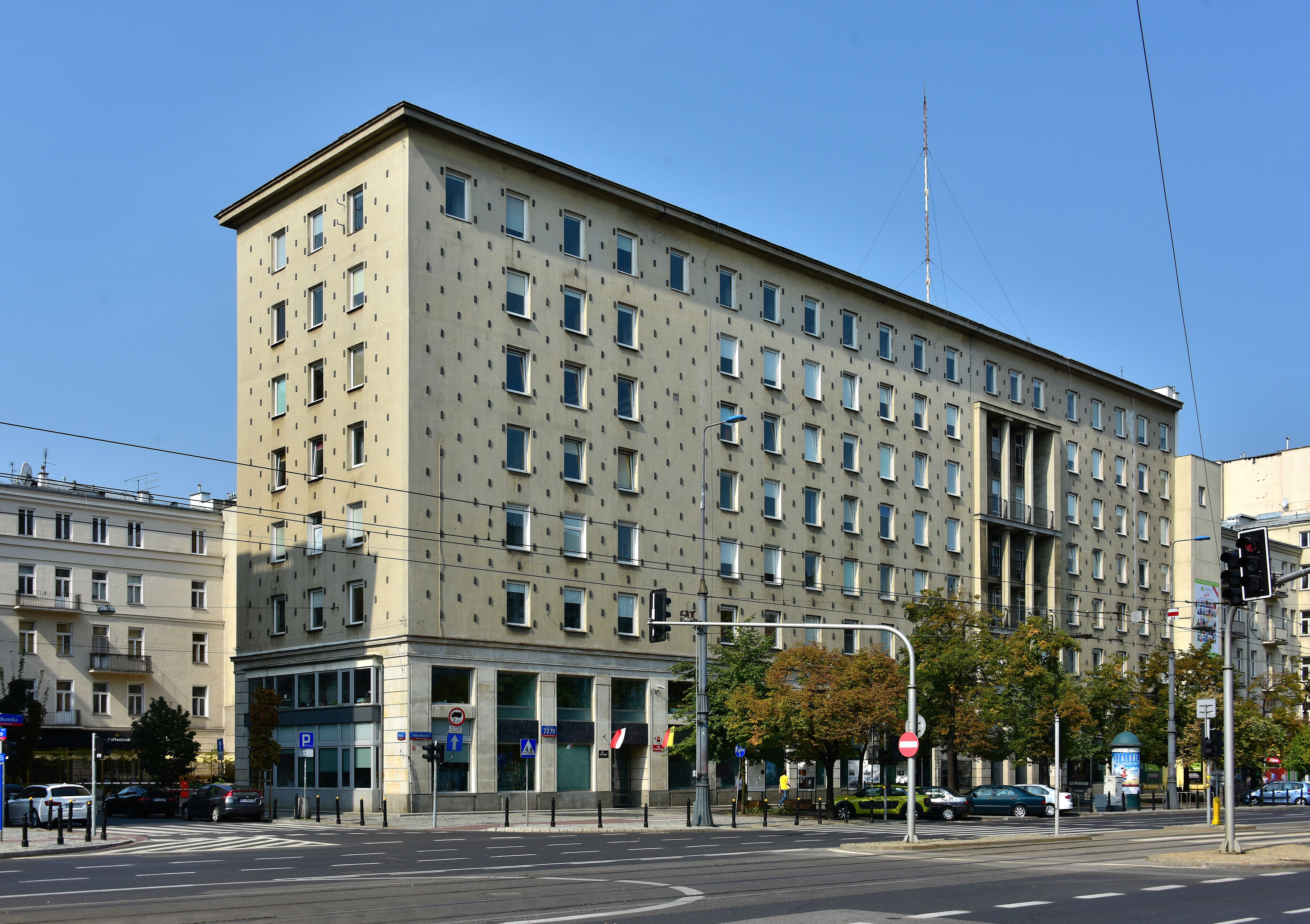
Budynek Centrali Ogrodniczej w Warszawie – widok od ul. Marszałkowskiej

Konstanty Kokozow (ur. 21 maja 1905 w Dubnie, zm. 8 maja 1989 w Warszawie) – polski architekt i nauczyciel.

## Życiorys
Jego ojciec, Jerzy, był z pochodzenia Grekiem, urodzonym w Aleksandropolu w zachodniej Armenii. Był inżynierem i prowadził własne biuro budowlane. Natomiast matka, Maria z d. Kuszerowska, pochodziła z Krzemieńca. Miał młodszego brata, Mikołaja, który również był architektem.
Ukończył gimnazjum humanistyczne w Równem. W 1927 podjął studia na Wydziale Architektonicznym Politechniki Lwowskiej, którą ukończył w 1932. Trzy lata później uzyskał uprawnienia zawodowe. Pierwsze doświadczenia zdobywał w biurze ojca. Ponadto do 1934 pracował w Zarządzie Miejskim w Dubnie. Od 1934 był zatrudniony w Urzędzie Wojewódzkim Wołyńskim w Łucku jako konserwator zabytków. W ww. roku wstąpił do tamtejszego  Koła Architektów. Następnie przeniósł się do zniszczonego pożarami Włodzimierza, gdzie otworzył własne biuro architektoniczne. Miał duży udział w odbudowie miasta. Następnym przystankiem na jego drodze zawodowej był Krzemieniec. Wstąpił tam do służby państwowej jako urzędnik kontraktowy I kategorii. Został kierownikiem referatu budowlanego i prowadził sprawy architektoniczno-budowlane w Krzemieńcu, Wiśniczu, Lwowie i innych okolicznych miastach. Z jego inicjatywy wzniesiono gmach Instytutu Pedagogicznego w Krzemieńcu.
Po zajęciu miasta przez Niemców w lipcu 1941 powrócił do Dubna. Jednakże wskutek wrogiego nastawienia ze strony nacjonalistów ukraińskich, wyjechał z rodziną do Warszawy. Do wybuchu powstania warszawskiego pracował w firmie Wiktora Jastrzębskiego. Jeszcze podczas powstania został zatrzymany przez Niemców i wywieziony do obozu w Pruszkowie. Zdołał jednak zbiec i do początku wiosny 1945 ukrywał się w Mszanie Dolnej, odległej o 50 km od Krakowa.
W marcu ww. roku wrócił z bratem do Warszawy i obaj zaangażowali się w Biurze Odbudowy Stolicy (BOS). W 1948 bracia weszli w skład złożonego z architektów pracujących w BOS zespołu projektowego „Pingwiny”. W następnym roku grupa dołączyła do Centralnego Biura Projektów Architektonicznych i Budowlanych (późniejszego Miastoprojektu Stolica).
W tym samym czasie zajął się również pracą dydaktyczną, podejmując nauczanie w Liceum Pedagogicznym i Technikum Budowlanym Zaocznym. W 1957 został nauczycielem w Żeńskim Liceum Architektury im. Stanisława Noakowskiego. W latach 1958–1967 pełnił funkcję dyrektora szkoły. Bardzo angażował się w jej działanie. Doprowadził do powołania komitetu rodzicielskiego. Dzięki jego zabiegom i osobistej pracy nad projektem budynku szkoła w 1965 przeniosła się do własnej siedziby przy ul. Przyrynek 9 (mieści się tam obecnie w zmienionej formie jako państwowe, koedukacyjne Technikum Architektoniczno-Budowlane im. Stanisława Noakowskiego).
W 1959 nakładem Państwowych Zakładów Wydawnictw Szkolnych (PZWS) opublikował podręcznik pt. Podstawy projektowania architektonicznego, który później był wielokrotnie wznawiany.

## Dokonania
- Budynek Centrali Ogrodniczej w Warszawie przy ul. Wilczej 38/40 (1950) – współautorzy: Stefan Hołówko, Tadeusz Iskierka, Mikołaj Kokozow, Bogumił Płachecki, i Jerzy Wasilewski
- Dom wielorodzinny Głównego Instytutu Pracy w Warszawie przy ul. Noakowskiego 8 (1950–1953) – współautorzy: Stefan Hołówko, Tadeusz Iskierka, Mikołaj Kokozow, Bogusław Płachecki i Jerzy Wasilewski

### Konkursy
- Projekt Placu Centralnego w Warszawie (1953) – współautorzy: Mikołaj Kokozow, Józef Łowiński, Leonard Tomaszewski i Jerzy Wasilewski (wyróżnienie równorzędne)